# Banda Calypso
Banda Calypso va ser una banda de brega-pop brasilera, amb influències de ritmes regionals de l'estat de Pará. El grup es va formar a Belém a l'estat de Pará, l'any 1999, per la cantant i ballarina Joelma Mendes i pel guitarrista i productor musical, Cledivan Almeida Farias, conegut com a Ximbinha. El duet va separar-se l'any 2015, continuant cadascú la seva carrera artística per separat.
Després d'iniciar una relació romàntica, Chimbinha va proposar a Joelma formar una banda, que va acceptar a l'instant, i l'any següent van publicar, de manera independent, l'àlbum de debut homònim del grup La popularitat del grup va continuar creixent de manera constant amb el llançament d'una sèrie de discos d'èxit, van cridar l'atenció dels mitjans de comunicació amb el llançament dels seus dos primers DVD en directe, Ao Vivo em São Paulo (2003) i Na Amazônia (2005) i el seu cinqué àlbum d'estudi, Volum 8, que va consolidar la permanència de la banda en l'escena musical brasilera. El disc Banda Calypso pelo Brasil (2006) va ser el responsable del rècord més gran de vendes de la carrera del grup, havent venut un total de més de 2 milions de còpies, consolidant-se com un dels àlbums més venuts de tots els temps al Brasil. Va rebre una certificació de quíntuple disc de diamant per la seua comercialització, sent l'única banda musical brasilera que ha aconseguit aquesta gesta.
Van publicar tretze àlbums d'estudi, deu àlbums en directe i vuit àlbums de vídeo que van generar singles d'èxit com "Dançando Calypso", "Disse Adeus", "Cúmbia do Amor", "Pra Te Esquecer", "A Lua Me Traiu", "Pra Me Conquistar", "Acelerou", "Doce Mel", "Chá de Maracujá", "Entre Tapas e Beijos" i diversos altres. La parella va assolir el punt àlgid comercial de la seua carrera als anys 2000, convertint-se en líders absoluts en vendes de discos al país amb més de 22 milions d'obres musicals venudes, fet que els va situar entre els rècords de vendes del país. La banda va tenir èxit a tot Brasil i es va establir a l'estranger amb gires per Àfrica, Amèrica Llatina, Estats Units i Europa.
L'any 2007, en una enquesta realitzada per l'institut Datafolha, es van anunciar com els artistes més populars del país. La parella, que va contraure matrimoni el 2003, va divoricar-se el 2015, acabant així les seues activitats professionals en conjunt. En els seus 15 anys de carrera, el grup ha competit per diversos premis musicals importants, com els Premis de Música Brasilera o els Premis Multishow, a més de concórrer tres vegades als Premis Grammy Llatins.

## Discografia

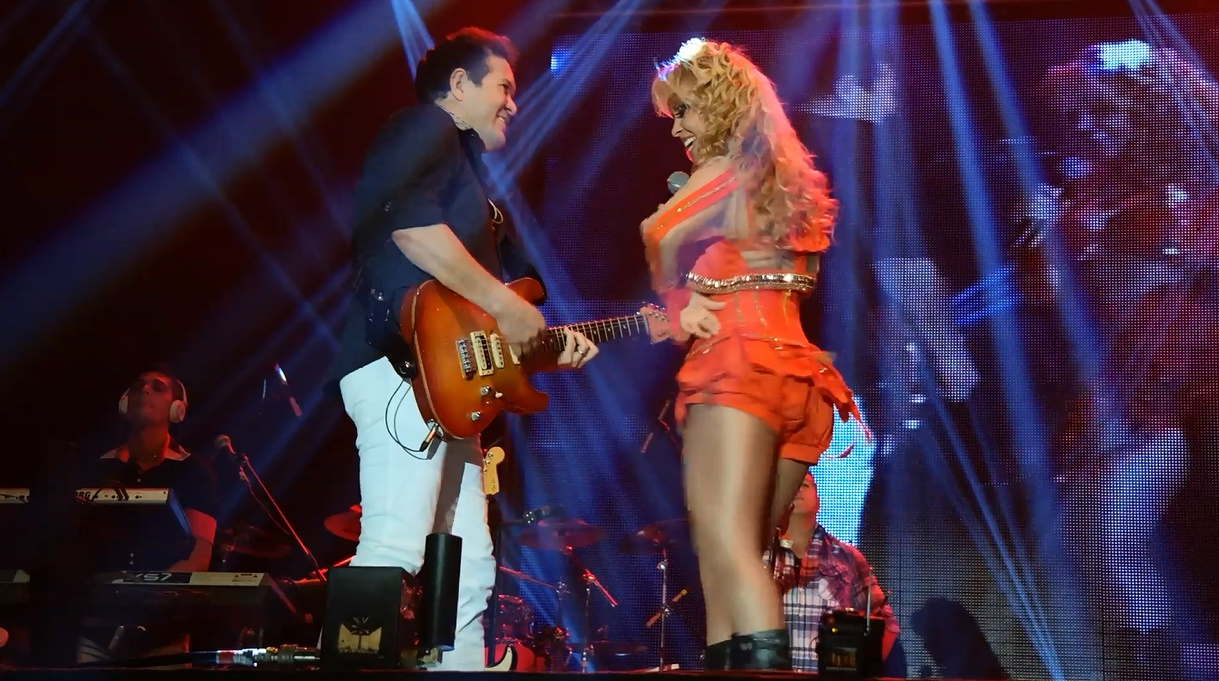
Banda Calypso en concert a Manaus, 2015.

| - Volume 1 (1999) - O Ritmo que Conquistou o Brasil (2002) - Volume 4 (2003) - Volume 6 (2004) - Volume 8 (2005) - Volume 10 (2007) - Acústico (2008) - Amor sem Fim (2009) - Vem Balançar! (2010) - Meu Encanto (2011) - Eternos Namorados (2012) - Eu Me Rendo (2013) - Vibrações (2014) | En directe - Ao Vivo (2001) - Ao Vivo (2004) - Na Amazônia (2005) - Pelo Brasil (2006) - Ao Vivo em Goiânia (2007) - 10 Anos (2010) - Ao Vivo em Angola (2012) - Ao Vivo no Distrito Federal (2013) - 15 Anos (2015) - Ao Vivo - Volume 2 (2019) | Recopilatoris - Os Maiores Sucessos (2003) - 20 Super Sucessos (2005) - As 20+ (2006) - 100% (2007) - O Melhor da Banda Calypso (2013) - Grande Sucessos (2018) |